# Moinelette croisée
Eremopterix griseus
Espèce
Synonymes
- Eremopterix grisea (Scopoli, 1786)[2]
- Eremopterix griseus (Scopoli, 1786)[2]

La Moinelette croisée (Eremopterix griseus) est une espèce de passereau de la famille des Alaudidae.

## Description
Cet oiseau mesure environ 21 cm de longueur.

## Répartition
Cette espèce est présente au Pakistan, en Inde, au Sri Lanka, au Népal et au Bangladesh.

## Habitat
Cet oiseau peuple des milieux secs : savanes, maquis et prés.